# 中村仲蔵 (3代目)

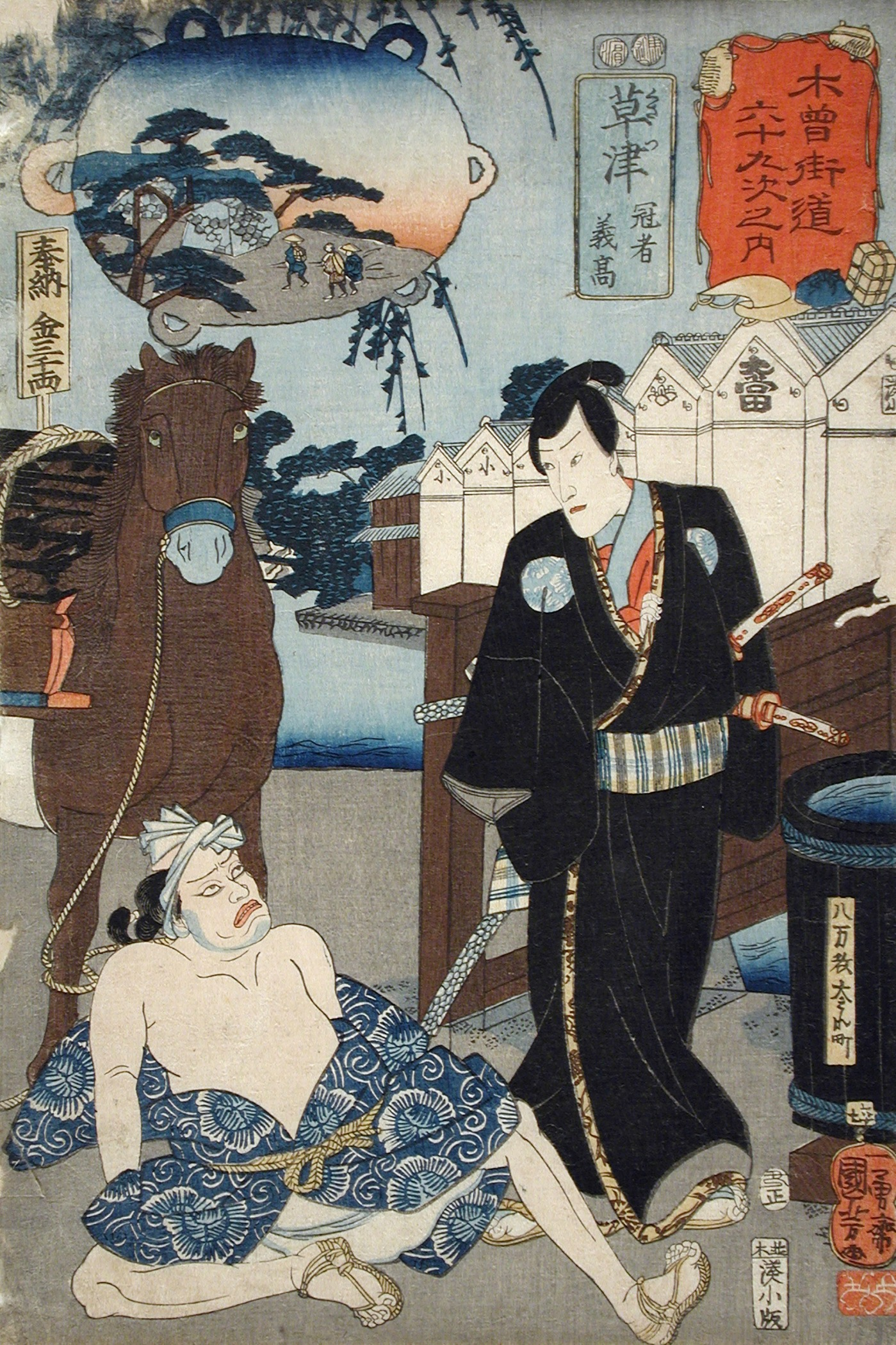
『襷廓三升伊達染』の一幕「馬斬り」の馬士の八蔵（演:中村鶴蔵）と三七郎義孝（演:八代市川團十郎）の役者絵。

三代目 中村 仲蔵（なかむら なかぞう、文化6年9月9日（1809年10月17日） - 1886年（明治19年）12月24日）とは、幕末から明治初期にかけて活躍した歌舞伎役者。屋号は成雀屋、舞鶴屋。俳名に秀雀・舞鶴・秀鶴など。

## 人物
江戸日本橋住吉町に生まれる。幼名富太郎。父は元足軽から浅草の宿屋の番頭を務めた人物で、母は舞踊志賀山流家元の三代目志賀山せい。父の没後振付師の修業に入ったが、文化11年（1814年）の冬、歌舞伎役者の五代目中村傳九郎に入門し、中村鶴蔵の名で文政元年（1818年）11月、江戸中村座『伊勢平氏摂神風』で初舞台を踏む。その後江戸や地方の舞台で修業を続け着実に力をつける。『曽我の対面』の並び大名をつとめたときに、七代市川團十郎から衣紋をきちんとたたんで心がけが良いと褒められた逸話が残っている。
脇役として師匠や四代目中村歌右衛門に重宝され、嘉永5年（1852年）に歌右衛門が大坂で死去したときは、遺骨を携えて江戸に帰っている。出世芸は嘉永6年（1853年）、中村座の『與話情浮名横櫛』の蝙蝠安で、生涯の当たり役となった。安政元年（1854年）には実力が認められ名題に昇進。二代目河竹新七の作品で四代目市川小團次の相方を勤め、江戸歌舞伎にはなくてはならない存在となった。慶応元年（1865年）10月、市村座で三代目中村仲蔵を襲名する。
明治以後は長老として重きをなし、九代目市川團十郎や五代目尾上菊五郎と舞台を共にする。一方では後進の指導に当たる。明治19年（1886年）、中村座新築の口上を最後に舞台を引退、ほどなくして没した。
「鰐口」とあだ名されるほどの大きな口で容貌には恵まれなかったが、敵役、老役、所作事に優れ、門閥外から幹部俳優に這い上がった人物である。当たり役は上記の蝙蝠安のほか、『仮名手本忠臣蔵』の加古川本蔵、『村井長庵』の早乗三次、『梅雨小袖昔八丈』の家主長兵衛などがあり、そのほとんどは四代目尾上松助に継承され現在に伝わっている。文才もあり、自叙伝『手前味噌』（下記は新版）、句集『絶句帖』などの著作を残している。後妻は四代目志賀山せい。

## 刊行著作
- 『手前味噌 三代目中村仲蔵自伝』日本演劇文献研究会編「日本演劇文献集成1」北光書房、1944年
- 『手前味噌』郡司正勝校註、青蛙房、1969年、新装版2009年
- 『口訳 手前味噌　三代目仲蔵自伝』小池章太郎訳、角川選書、1972年